# Bramwell (Virginia Occidental)
Bramwell es un pueblo ubicado en el condado de Mercer en el estado estadounidense de Virginia Occidental. En el Censo de 2010 tenía una población de 364 habitantes y una densidad poblacional de 240,65 personas por km².

## Geografía
Bramwell se encuentra ubicado en las coordenadas 37°19′46″N 81°18′38″O / 37.32944, -81.31056. Según la Oficina del Censo de los Estados Unidos, Bramwell tiene una superficie total de 1.51 km², de la cual 1.44 km² corresponden a tierra firme y (4.97%) 0.08 km² es agua.

## Demografía
Según el censo de 2010, había 364 personas residiendo en Bramwell. La densidad de población era de 240,65 hab./km². De los 364 habitantes, Bramwell estaba compuesto por el 96.43% blancos, el 3.3% eran afroamericanos, el 0% eran amerindios, el 0% eran asiáticos, el 0% eran isleños del Pacífico, el 0% eran de otras razas y el 0.27% pertenecían a dos o más razas. Del total de la población el 0.27% eran hispanos o latinos de cualquier raza.